# Formulargodkendelse
En formulargodkendelse er en godkendelse og reservation af et politisk partis navn, så de kan begynde underskriftsindsamling og derved komme på stemmesedlerne til et folketingsvalg.
Der kræves underskrifter svarende til 1/175 af de afgivne stemmer ved sidste valg, for at et parti bliver opstillingsberettiget.
| Politik | Spire Denne artikel om politik og ideologi er en spire som bør udbygges. Du er velkommen til at hjælpe Wikipedia ved at udvide den. |